# Howard Baldwin
Howard L. Baldwin (* 20. Jahrhundert) ist ein US-amerikanischer Unternehmer und Filmproduzent. Für die Produktion des Dramas Ray war er bei der Oscarverleihung 2005 in der Kategorie „Bester Film“ nominiert.

## Leben
Baldwin ist Geschäftsführer der Filmproduktionsgesellschaft Baldwin Entertainment. 2004 wurde er für die Produktion des Dramas Ray über die Soul-Legende Ray Charles zusammen mit Taylor Hackford und Stuart Benjamin für den Oscar nominiert. Den Preis erhielten jedoch Clint Eastwood, Albert S. Ruddy und Tom Rosenberg für ihren Boxerfilm Million Dollar Baby.
Baldwin war außerdem Mitbegründer des New England Whalers Eishockey-Franchise in der World Hockey Association (WHA), 1979 bis 1997 umbenannt in Hartford Whalers, seit 1997 Carolina Hurricanes. Teile der Minnesota North Stars und der Pittsburgh Penguins NHL gehörten diesem Franchise ebenfalls an. Baldwin gewann 1992 mit Pittsburgh den Stanley Cup. Ursprünglich wurden die WHA-Trainer des Jahres mit der „Howard Baldwin Trophy“ ausgezeichnet, einem Cup, der ihm zu Ehren diesen Namen bekommen hatte, inzwischen aber in „Robert Schmertz Memorial Trophy“ umbenannt worden ist. Als einer der Gründer und Partner der Hockey Association (WHA) war er später Präsident der Liga. 2009 gründete er die Baldwin Hartford Hockey LLC, bekannt als Whalers Sports & Entertainment, um Eishockey im Bundesstaat Connecticut zu fördern. Der Geschäftsmann war außerdem Gründungsinvestor der World Football League und seinerzeit mit seinen 28 Jahren eine der jüngsten Führungskräfte im Profisport.
Neben seinem Engagement im Sport baute sich Baldwin auch eine Karriere im Bereich Film auf, wo er als Produzent fungiert und mit seiner Frau Karen im Produktionsbereich tätig ist. 1986 trat er mit dem Film Billy Galvin – Ein Mann geht seinen Weg über einen Stahlarbeiter, gespielt von Karl Malden, erstmals als ausführender Produzent in Erscheinung. Mit den Eishockeyfilmen Sudden Death (1995) von Peter Hyams  mit Jean-Claude Van Damme und Mystery – New York: Ein Spiel um die Ehre (1999) von Jay Roach mit Russell Crowe, bei denen er als Produzent und seine Frau als Co-Produzentin auftraten, blieb er dem Thema Sport verbunden. Ein großer Erfolg war ihm mit dem Film Ray (2004) beschieden, mit dem Baldwin für einen Oscar nominiert wurde. Später produzierte er unter anderem die Literaturverfilmung Sahara – Abenteuer in der Wüste (2005) mit Matthew McConaughey und den Thriller Death Sentence – Todesurteil (2007) mit Kevin Bacon.

## Filmografie (Auswahl)
- 1986: Billy Galvin – Ein Mann geht seinen Weg (Billy Galvin)
- 1987: Karriere mit links (From the Hip)
- 1988: Spellbinder – Ein teuflischer Plan (Spellbinder)
- 1989: Ich kann mein Herz nicht teilen (The Fulfillment of Mary Gray, Fernsehfilm)
- 1989: Die Blinde und der Killer (Eyewitness to Murder)
- 1990: Augen der Nacht (Night Eyes)
- 1993:  Bodyguard für heiße Nächte (Night Eyes Three)
- 1995: Sudden Death
- 1998: The Patriot – Kampf ums Überleben (The Patriot)
- 1998: Gideon
- 1999: Resurrection – Die Auferstehung (Resurrection)
- 1999: Mystery – New York: Ein Spiel um die Ehre (Mystery, Alaska)
- 2003: Swimming Upstream
- 2004: Ray
- 2005: Sahara – Abenteuer in der Wüste (Sahara)
- 2005: A Sound of Thunder
- 2007: Death Sentence – Todesurteil (Death Sentence)
- 2011: Die Atlas Trilogie – Wer ist John Galt? (Atlas Shrugged, Part I)
- 2013: Mr Hockey: The Gordie Howe Story (Fernsehfilm)
- 2014: Before We Go

## Auszeichnungen
- 1992: Gewinner des Stanley Cups mit den Pittsburgh Penguins
- 2003: Nominierung für den Inside Film Award in der Kategorie „Bester Film“  mit Swimming Upstream
- 2005: Oscarnominierung für Ray
- 2005: Gewinner des  Black Reel Award in der Kategorie „Bester Film“ (Drama) mit Ray
- 2014: Gewinner des Leo Awards in der Kategorie „Bester Fernsehfilm“ mit Mr Hockey: The Gordie Howe Story